# أمباكوين
أمباكوين (بالإنجليزية: AmbaCoin) هي العملة المعماة الرسمية لـ أمبازونيا. تبلغ قيمة الواحدة 25 سنتًا (دولار أمريكي)، أو حوالي 140 فرنك أفريقي، يقال أنه مدعوم من قبل «الموارد الطبيعية الغنية» للمنطقة الانفصالية. تم إطلاقها في 2018 وكان العرض الأولي من ديسمبر 2018 إلى 2019. تدعي حكومة أمبازونيا أن جميع الأرباح تذهب من أجل الاستقلال والمساعدات الإنسانية.